# Reconnaissance politique du génocide arménien

La reconnaissance politique du génocide arménien dans le monde.
Pays reconnaissant officiellement le génocide arménien.
Pays neutres ou n'ayant pas fait de déclaration officielle.
Pays niant explicitement le génocide arménien.

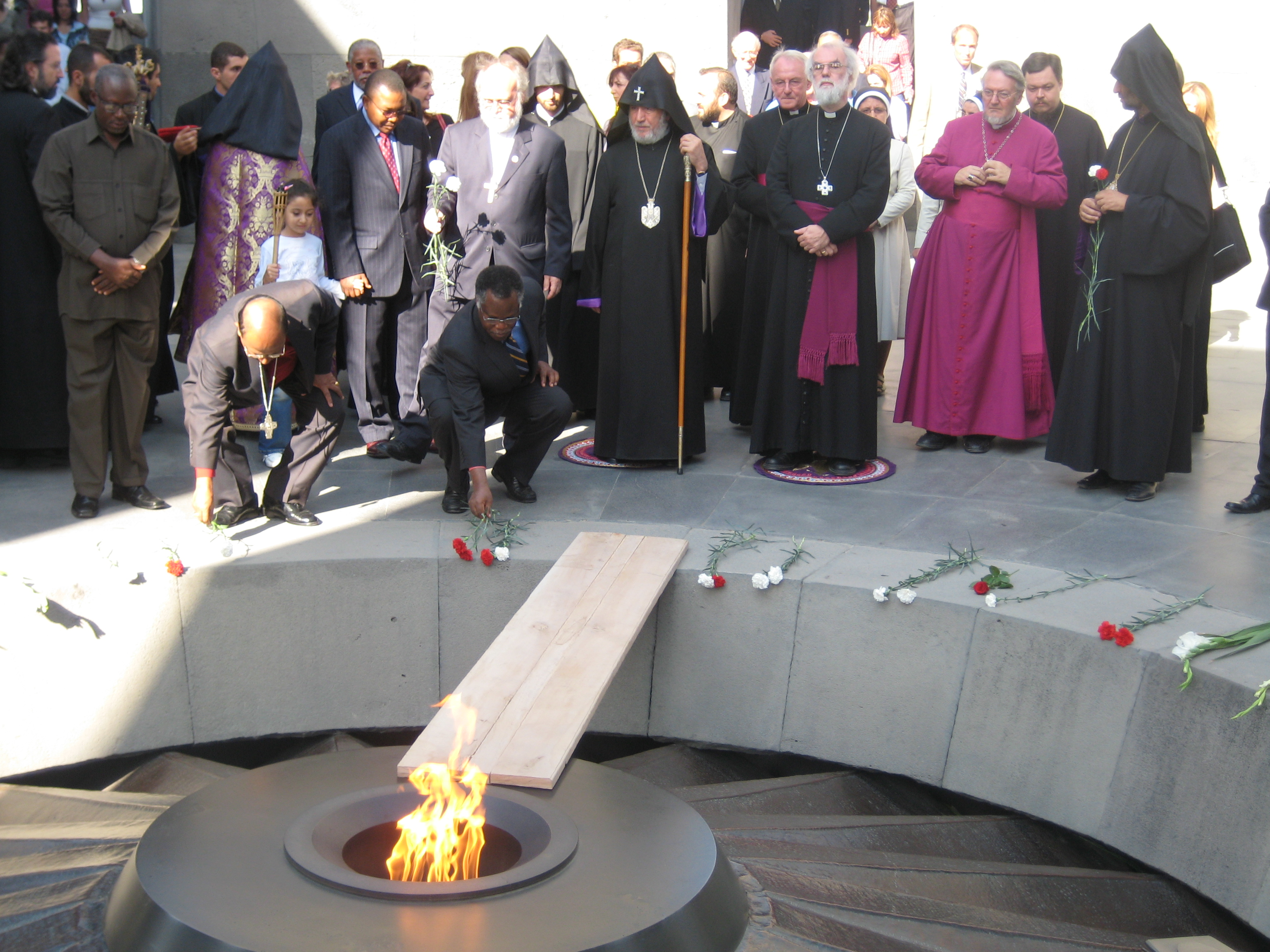
Le Catholicos Karekin II et l'Archevêque Rowan Williams au monument du génocide arménien de Erevan.

La question de la reconnaissance politique du génocide arménien, peu évoquée durant une grande partie du XXe siècle, a été ravivée d'abord par l'apparition du terrorisme arménien durant les années 1970 (notamment par le CJGA et l'ASALA), puis à l'occasion de l'ouverture de négociations entre l'Union européenne et la Turquie en vue d'une adhésion éventuelle de celle-ci. Le Parlement européen a reconnu le génocide arménien le 18 juin 1987.
Cette question est fréquemment abordée lors des controverses concernant l'adhésion de la Turquie à l'UE et des débats sur les lois mémorielles.

## La communauté internationale
L'Uruguay est le premier pays à reconnaître officiellement le génocide arménien, le 20 avril 1965. Le 26 mars 2004, le président du pays signe une loi désignant le 24 avril « journée pour la reconnaissance des martyrs arméniens ».
De nombreuses reconnaissances de ce génocide sont adoptées par la suite à travers le monde : le Parlement européen (18 juin 1987), le Conseil de l'Europe (déclaration écrite de l'Assemblée parlementaire le 24 avril 1998) et le Parlement du Mercosur (19 novembre 2007) reconnaissent le génocide.

### Chronologie des pays et institutions ayant reconnu le génocide arménien
- 1965 :
  - Le 20 avril, l'Uruguay est le premier pays à reconnaître officiellement le génocide arménien[3].
- 1982 :
  - Le 29 avril, la Chambre des représentants de Chypre reconnaît le génocide arménien[4].
- 1984 :
  - Le 12 septembre, la Chambre des représentants des États-Unis adopte la résolution 247 décrétant le 24 avril 1985 « Journée nationale du souvenir de l'inhumanité de l'homme pour l'homme » en mémoire de toutes les victimes d'un génocide et en particulier du « million et demi de personnes d'ascendance arménienne victimes du génocide commis en Turquie entre 1915 et 1923 »[5],[6]). La reconnaissance formelle du génocide ne surviendra que par une nouvelle résolution de la même Chambre des représentants, le 29 octobre 2019.
- 1985 :
  - Le 2 juillet, une sous-commission de l'ONU pour la prévention des droits de l'homme et la protection des minorités publie un rapport qualifiant le massacre des Arméniens de génocide[7].
- 1987 :
  - Le 18 juin, le Parlement européen reconnaît le génocide arménien[8].
- 1995 :
  - Le 14 avril, la Douma russe reconnaît ce génocide[9].
- 1996 :
  - Le 25 avril, le Parlement grec reconnaît le génocide ;
  - La Chambre des représentants des États-Unis limite l'aide à la Turquie à moins que celle-ci 1° reconnaisse, « comme les États-Unis, les atrocités commises contre les Arméniens de l'Empire ottoman de 1915 à 1923 » ; 2° « prenne toutes les mesures nécessaires pour honorer la mémoire des victimes du génocide arménien » (résolution 3540, 11 juin)[10].
- 1998 :
  - Le 26 mars, le Sénat de Belgique « invite le gouvernement turc à reconnaître la réalité du génocide [des Arméniens] perpétré en 1915 par le dernier gouvernement de l'empire ottoman »[11] ;
- 2000 :
  - Le 29 mars, le Parlement de Suède utilise dans un rapport le terme de génocide[4]. Il a toutefois rejeté une résolution appelant à reconnaître le génocide le 12 juin 2008[12] ;
  - Le 11 mai, le Parlement libanais a reconnu le génocide à la quasi-unanimité ;
  - Le 10 novembre, le Vatican reconnaît le génocide une première fois mais sans spécifier l'auteur[4] ;
  - Le 17 novembre, le Parlement italien reconnaît le génocide.
- 2001 :
  - Le 27 septembre, le Vatican une seconde fois sans spécifier l'auteur à nouveau ;
  - Le 29 janvier, la France reconnaît officiellement le génocide arménien de 1915 par la loi no 2001-70[13].
- 2003 :
  - Le 13 mars, le Conseil national suisse rejette un texte dans ce sens, avant d'adopter un postulat de reconnaissance du génocide le 16 décembre 2003 contre l’avis du Conseil fédéral[14]. Informations détaillées sur la reconnaissance par la Suisse sur le site de l'Association Suisse-Arménie[15].
- 2004 :
  - Le 31 mars, l'Argentine ;
  - Le 21 décembre, les Pays-Bas ;
  - Le 30 novembre, la Slovaquie ;
  - Le 21 avril, le Canada, mais sans spécifier l'auteur.

- 2005 :
  - Le 19 avril, la Pologne ;

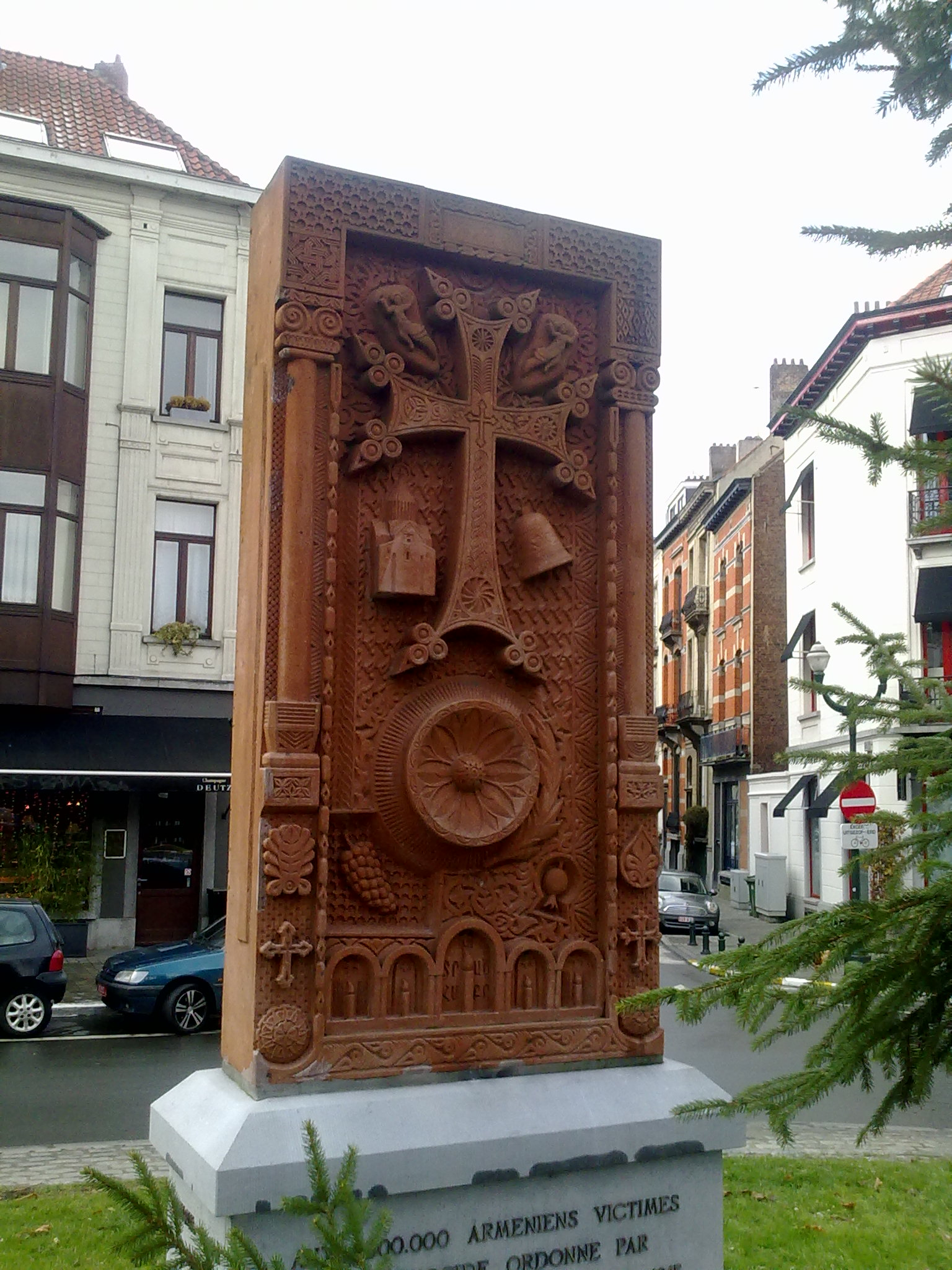
Monument bruxellois aux victimes du génocide arménien

  - le 22 avril, la Douma d'État de la fédération de Russie adopte une résolution demandant la reconnaissance du génocide par toute la communauté internationale ;
  - Le 28 septembre, le Parlement européen appelle la Turquie à reconnaître le génocide des Arméniens, considérant « cet acte comme un préalable à l'adhésion à l'Union européenne » ;
  - Le 15 juin, le Bundestag en Allemagne accepte une résolution condamnant les massacres contre les Arméniens dans l'empire ottoman sans utiliser le mot « génocide » ;
  - Le 14 juillet, le Venezuela ;
  - Le 15 décembre, la Lituanie.
- 2006 :
  - Le 12 octobre, l'Assemblée nationale française adopte, en première lecture, avec cent six voix pour et dix-neuf contre, une proposition de loi qui punit sévèrement la négation du génocide arménien[17]. Ce vote suscite un tollé en Turquie. Cependant, elle est bloquée en 2008 par le gouvernement avant son passage au Sénat. Le 4 mai 2011, une exception d'irrecevabilité à la proposition de loi est présentée au Sénat par Jean-Jacques Hyest et est adoptée[18],[19] : cela implique que la proposition de loi ne sera pas, elle-même, soumise au vote au Sénat.
- 2007 :
  - Le 5 juin, le Sénat chilien adopte à l'unanimité une résolution reconnaissant le génocide arménien et demandant au gouvernement chilien de soutenir un rapport de 1985 d'une sous-commission des Nations unies décrivant ce crime contre l'humanité comme un exemple clair de génocide.
  - Le 10 octobre, la commission des Affaires étrangères de la Chambre des représentants des États-Unis approuve, par vingt-sept voix pour contre vingt-et-une voix contre, une résolution[20] qualifiant de génocide la mort de centaines de milliers d'Arméniens en Turquie en 1915[21], contre l'avis de George W. Bush[22] et malgré l'hostilité d'Ankara. Le texte n'a pas été envoyé à la Chambre pour un éventuel vote en séance plénière[23].
- 2010 :
  - En janvier, les parlements d'Écosse (37 voix contre 13) et d'Irlande du Nord (votée à l'unanimité des présents) votent une motion générale reconnaissant le génocide arménien. Cette motion stipule : « Notre Assemblée… condamne sans réserves la négation ou le dénigrement de la mémoire de la Shoah, tout autant que le génocide des Arméniens et des Assyriens de 1915 en Turquie, et la politique de haine et de division qui a conduit à ces deux événements »[24] ;
  - Le 27 janvier, le Premier ministre du Pays de Galles reconnaît le génocide arménien lors de la journée commémorative de l'Holocauste[25] ;
  - Le 26 février, le Parlement de Catalogne (Espagne) adopte à l'unanimité une résolution reconnaissant le génocide arménien[26] ;
  - Le 4 mars, une résolution de la commission américaine des Affaires étrangères reconnaît le génocide arménien[27] mais la reconnaissance n'a pas encore force de loi ;
  - Le 11 mars, le Parlement de Suède adopte une résolution reconnaissant les génocides de 1915, dont le génocide arménien[28].
- 2011 :
  - Le 22 décembre, l'Assemblée nationale française adopte le projet de loi sur la « Répression de la contestation de l'existence des génocides reconnus par la loi ». Bien que portant sur tous les génocides, les débats des députés ont surtout concerné le génocide arménien[29] ;
  - Le 26 décembre, une commission parlementaire israélienne examine un texte reconnaissant le génocide arménien[30].
- 2012 :
  - Le 23 janvier, le Sénat français adopte le texte voté par l'Assemblée nationale en décembre 2011 par 127 voix contre 86. Le texte prévoit de punir la négation d'un génocide d'un an d'emprisonnement, d'une amende de 45 000 euros ou des deux à la fois[31]. Cette loi est néanmoins jugée contraire à la Constitution par le Conseil constitutionnel le 28 février 2012[32].
- 2013 :
  - Le 18 août, le président égyptien par intérim déclare reconnaître le génocide des Arméniens[33].
- 2014 :
  - Le 30 janvier, le président syrien, Bachar el-Assad, reconnaît le génocide des Arméniens[34] ;
  - Le 27 février, le président géorgien, Guiorgui Margvelachvili, se recueille au mémorial de Tsitsernakaberd avec sa délégation officielle lors d'une visite d’État, avant de planter un arbre en hommage[35] ;
  - Le 30 novembre, les deux chambres du Parlement bolivien reconnaissent le génocide des Arméniens[36].
- 2015 : cette année est celle du centième anniversaire du génocide arménien.
  - Le 19 mars, le Parlement syrien reconnaît le génocide arménien[37].
  - Le 12 avril, le pape François déclare lors de la messe célébrée à l'occasion du centenaire du génocide arménien au Vatican : « Notre humanité a vécu, le siècle dernier, trois grandes tragédies inouïes : la première est celle qui est généralement considérée comme « le premier génocide du XXe siècle » ; elle a frappé votre peuple arménien – première nation chrétienne –, avec les Syriens catholiques et orthodoxes, les Assyriens, les Chaldéens et les Grecs »[38]. Le Pape proclame également à cette occasion Grégoire de Narek, saint d'origine arménienne, 36e docteur de l'Église[39],[40] ;
  - Le 14 avril, l'Assemblée de Corse vote une motion portée par les élus de Femu a Corsica demandant au gouvernement d'Ankara la reconnaissance du génocide arménien[41] ;
  - Le 15 avril, le Parlement européen vote une résolution dans laquelle elle réaffirme sa reconnaissance du génocide arménien et invite la Turquie à reconnaître le génocide et « à effectuer en toute bonne foi un inventaire complet du patrimoine culturel arménien et autre détruit ou endommagé au cours du siècle dernier sur son territoire »[42] ;
  - Le 22 avril, le Parlement autrichien reconnaît le génocide arménien en observant une minute de silence et en déclarant notamment que : « Le 24 avril 1915 a marqué le début de persécutions qui se sont achevées en génocide […]. Au nom de la responsabilité historique, la monarchie austro-hongroise ayant été l'alliée de l'Empire ottoman durant la Première guerre mondiale, il est de notre devoir de qualifier ces terribles événements de génocide, et de les condamner comme tel […]. Il est également du devoir de la Turquie d'affronter de façon honnête les chapitres douloureux de son histoire et de reconnaître comme génocide les crimes commis contre les Arméniens sous l'Empire ottoman »[43] ;
  - Le 23 avril, le président allemand Joachim Gauck reconnaît le « génocide » des Arméniens, soulignant « une coresponsabilité, et même, potentiellement, une complicité » allemande dans ce crime[44] ;
  - Le 6 mai, la Chambre des députés du Luxembourg adopte à l'unanimité une résolution sur la reconnaissance du génocide des Arméniens[45] ;
  - Le 2 juin, le Sénat brésilien vote une résolution reconnaissant le génocide des Arméniens perpétré par l'Empire ottoman[46] ;
  - Le 18 juin, le Premier ministre belge Charles Michel, au nom du gouvernement, reconnaît le génocide arménien lors d'une intervention à la Chambre des représentants[47] ;
  - Le 23 juillet, la Chambre des représentants belge adopte une résolution reconnaissant le génocide des Arméniens[48] ;
  - Le 31 juillet, le Parlement latino-américain, représentant 23 pays d'Amérique latine, approuve une résolution reconnaissant le génocide arménien[49] ;
  - Le 29 octobre, le Sénat du Paraguay a voté à l'unanimité une résolution de reconnaissance du génocide des Arméniens[50].
- 2016 :
  - Le 2 juin, le Bundestag allemand reconnaît le génocide arménien à l'unanimité moins une voix contre et une abstention, ajoutant que l'Empire allemand porte une part de responsabilité comme principal allié militaire de l'Empire ottoman[51]. 11 élus allemands d'origine turque ayant voté pour la reconnaissance du génocide arménien reçoivent de nombreuses menaces de mort. Erdogan les insulte et les menace[52]. Ces députés sont mis sous protection policière[53] ;
  - Le 24 juin, le pape François dénonce le génocide arménien au cours d'une visite en Arménie[54] ;
  - Le 1er juillet, l'Assemblée nationale française adopte en première lecture un amendement au projet de loi « égalité et citoyenneté » sanctionnant d'un an d'emprisonnement et de 45 000 euros d'amende la négation ou la banalisation d'un crime contre l'humanité[55]. Le texte paraît au Journal officiel le 28 janvier 2017, et ces dispositions sont intégrées à l'article 24 bis de la loi du 29 juillet 1881 sur la liberté de la presse[56].
  - Le 1er août, la commission pour l’Éducation, la Culture et le Sport de la Knesset (Parlement israélien) reconnaît le génocide arménien et exhorte le gouvernement à faire de même[57].
- 2017 :
  - Le 25 avril, la Chambre des députés de République tchèque adopte une résolution condamnant le génocide des Arméniens et des autres minorités nationales et religieuses dans l'Empire ottoman durant la Première Guerre mondiale[58].
- 2018 :
  - Le 22 février, les députés des Pays-Bas votent massivement en faveur de la reconnaissance du génocide arménien, par 142 voix contre trois[59].
- 2019 :
  - Le 24 avril, L’Assemblée de la République du Portugal reconnaît le génocide des Arméniens par le vote no 819/XIII, qui évoque les victimes du génocide arménien de 1915, exprime sa sympathie pour les victimes du génocide arménien de 1915, préservant ainsi la mémoire en tant qu’élément essentiel de la réconciliation des peuples et de la défense des valeurs fondamentales de l’humanité[60].
  - Le 29 octobre, la Chambre des représentants américaine vote une résolution reconnaissant formellement le génocide des Arméniens à 405 voix pour, 11 voix contre et 19 abstentions[61]. Mais elle est bloquée le 14 novembre 2019 par le sénateur Lindsey Graham[62]. La résolution est de nouveau votée et adoptée le 12 décembre 2019 au Sénat[63].
- 2020 :
  - Le 13 février, le parlement syrien reconnaît le génocide arménien[64],[65].
- 2021
  - Le 24 avril, à l'occasion de la commémoration des 106 ans du génocide, Joe Biden, président des États-Unis, reconnaît officiellement le génocide arménien[66].
  - Le 6 mai, la Lettonie reconnaît le génocide arménien par un vote du parlement, à 58 voix contre 11 (7 abstentions)[67].
- 2023 :
  - Le 8 février, le Mexique reconnaît le génocide arménien par un vote au sénat mexicain[68].

### Pays et institutions refusant de reconnaître le génocide arménien
Trois pays nient explicitement le génocide arménien : la Turquie, l'Azerbaïdjan et le Pakistan. La question de la reconnaissance officielle du génocide est en outre très politisée. Les observateurs considèrent que les pays la refusant cherchent uniquement à préserver de bonnes relations avec la Turquie.
Dans le cas d’Israël, il s'agit non seulement de ne pas s'aliéner son partenaire turc, mais aussi l’Azerbaïdjan, autre allié stratégique d’Israël, qui est en guerre contre l'Arménie. Cependant, en Israël, cette décision de ne pas reconnaître le génocide arménien est vivement contestée par des historiens et des hommes politiques reprochant à Israël de sacrifier la morale au nom de la real politik. Rivlin est un fervent défenseur de la reconnaissance du génocide arménien.

### Initiatives non gouvernementales
En plus de la reconnaissance au niveau des pays, il existe un grand nombre d'autorités locales et régionales de différents pays à travers le monde qui reconnaissent le génocide arménien.
Le 16 avril 1984, le génocide arménien est reconnu par le Tribunal permanent des peuples.
Le 13 juin 1997, l'Association internationale des historiens des génocides adopte à l'unanimité une résolution de reconnaissance du génocide arménien.